# Epiniac
Epiniac är en kommun i departementet Ille-et-Vilaine i regionen Bretagne i nordvästra Frankrike. Kommunen ligger i kantonen Dol-de-Bretagne som tillhör arrondissementet Saint-Malo. År 2022 hade Epiniac 1 423 invånare.

## Befolkningsutveckling
Antalet invånare i kommunen Epiniac
Referens:INSEE